# Лігносульфонатно-кальцієві промивальні рідини
Лігносульфонатно-кальцієві промивальні рідини (ЛКПР) — різновид бурового розчину.
Одними із основних компонентів лігносульфонатно-кальцієвої промивальної рідини є неорганічні інгібітори — хлорид кальцію та вапно. Хлорид кальцію є основним носієм йону кальцію, вміст якого повинен бути в межах від 1500 до 3500 мг/л (0,42 та 0,97 % відповідно). Хлорид кальцію зменшує гідратацію глинистих порід внаслідок переведення їх у кальцієву форму, а також коагулює їх, сприяючи утворенню конденсаційно-кристалізаційних структур, зміцнюючи стінки свердловини. Вапно використовують для регулювання рН, значення якого повинно бути в межах 8 — 10, а також для зменшення ступеня гідратації глинистих часток. Хімічний механізм пов'язаний з утворенням важкорозчинних гідросилікатів кальцію.
На початку ХХІ ст. лігносульфонатно-кальцієві промивальні рідини (ЛКПР) використовували під час буріння свердловин 53-Малодівицької (під проміжну та експлуатаційну колони), 76-Східно-Рогінцівської (під час закінчування буріння під експлуатаційну колону), 119-Велико-Бубнівської (під проміжну та експлуатаційну колони).
Враховуючи високі інгібуючі властивості лігносульфонатно-кальцієвої промивальної рідини та стабільність її параметрів упродовж буріння свердловин, основний акцент було зроблено на регулювання структурно-механічних та реологічних властивостей.
Це дало можливість успішно пробурити інтервали під проміжну та експлуатаційну колони і провести їх кріплення до проектної глибини.
Враховуючи досвід використання ЛКПР і стабільність її параметрів упродовж буріння свердловини, рецептуру було удосконалено для забезпечення ефективного очищення стовбура від вибуреної гірської породи за значень зенітного кута від 30 до 80° і підвищення ефективності буріння під проміжну колону або «хвостовик» похило-скерованих та горизонтальних свердловин в умовах родовищ ПАТ «Укрнафта».
При удосконаленні рецептури ЛКПР передбачено:
– для покращення регулювання структурно-механічних та реологічних властивостей одночасно з бентонітовим глинопорошком використання палигорскітового глинопорошку марки ППМВ у кількості 10 кг/м3;
– для регулювання змащувальних властивостей проведено заміну 50 кг нафти на 10 кг (додатково) змащувальної домішки Лабрикол. Відповідно кількість нафти зменшено до 70 кг/м3, а змащувальної домішки Лабрикол підвищено до 20 кг/м3;
– для попередження поглинань передбачено використання кольматантів, а саме дерев'яної тирси або гумової крихти, у кількості 20 кг/м3 у комбінації з поліпропіленовими волокнами у кількості 0,2 кг/м3; — для покращення флокулюючих властивостей передбачено додаткове використання флокулянта Праєстол 2530 у кількості 0,2 кг/м3;
– забезпечення необхідних псевдопластичних властивостей досягається використанням ксантанового біополімеру у кількості 2 кг/м3;
– для попередження незворотної кольматації привибійної зони пласта передбачено використання кислоторозчинного кольматанта (карбонату кальцію, крейди, мікрокальциту різного фракційного складу — 5; 25 та 50 мкм у співвідношенні 1:2:2);
– для попередження незворотної кольматації привибійної зони пласта та підвищення інгібуючих властивостей передбачено використання органоколоїду (асфасол, солтекс, сульфований асфальт або їх аналог вітчизняного виробництва реагент Премікс-О) у кількості 20 кг/м3;
– враховуючи включення до рецептури ксантанового біополімеру для попередження біологічної деструкції, передбачено використання біоциду у кількості 0,5 кг/м3;
– для регулювання лужності підготовлених лігносульфонатно-полімерних реагентів передбачено використання каустичної соди у кількості 3 кг/м3.
У результаті проведених досліджень та аналізу пробурених свердловин 53-Малодівицька, 76-Східно-Рогінцівська, 119-Велико-Бубнівська розроблено оптимальний компонентний склад ЛКПР (табл. 1 і 2).
Таблиця 1 — Оптимальний компонентний склад ЛКПР
Таблиця 2 — Параметри ЛКПР

Вимірювання реологічних параметрів ЛКПР здійснювалось на ротаційному віскозиметрі Fann 800. Обробку даних вимірювань реологічних параметрів ЛКПР проведено за допомогою програми «FineRheo».
Використання лігносульфонатно-кальцієвої промивальної рідини дає позитивні результати у процесі буріння похило-скерованих і горизонтальних свердловин, у тому числі при бурінні бокових стовбурів зі старого фонду свердловин.